# Port de Blankenberge
Le port de Blankenberge, (en néerlandais : Haven van Blankenberge) est un port maritime belge, situé sur la Côte belge et desservant la ville de Blankenberge, située dans la province de Flandre-Occidentale.
C'est un port de pêche et de plaisance.

## Monuments et édifices
- Le phare de Blankenberge